# Chester-le-Street
Chester-le-Street (ˈtʃɛstəlistriːt) ist eine Stadt im nordenglischen County Durham und hat ca. 24.000 Einwohner.

## Lage
Chester-le-Street liegt 11 km südlich von Newcastle upon Tyne und 13 km westlich von Sunderland am Fluss Wear.

## Politik
Bis 2009 war Chester-le-Street Hauptort des gleichnamigen Districts, bevor es in die Unitary Authority County Durham überführt wurde. Bei Parlamentswahlen ist die Stadt Bestandteil des Wahlkreises North Durham, nachdem sie bis 1979 einen eigenen Wahlkreis gehabt hatte.

### Städtepartnerschaften
- Kamp-Lintfort, Deutschland, seit 1981

## Verkehr
Der Bahnhof der Stadt liegt an der East Coast Main Line zwischen den Stationen Durham und Newcastle Central und wurde 1868 eröffnet.

## Sport

### Cricket
Auf dem Stadtgebiet befindet sich der Emirates Durham International Cricket Ground, früher Riverside Ground, der Spielstätte für internationale Spiele, wie Test-Matches ist. Als solches wurde es unter anderem als Austragungsort der Cricket World Cups 1999 und 2019 genutzt. Darüber hinaus ist es auch Heimstätte des Durham County Cricket Clubs.

## Söhne und Töchter der Stadt
- William Andrews Nesfield (1793–1881), Aquarellmaler und Landschaftsarchitekt
- Bonnor Middleton (1865–1913), südafrikanischer Cricketspieler
- Arthur Wood (1875–1939), Regattasegler und Bergbauunternehmer
- Aidan Chambers (1934–2025), Kinderbuchautor
- Colin Todd (* 1948), Fußballspieler
- Anne Curry (* 1954), Historikerin
- Bryan Robson (* 1957), Fußballspieler
- Grant Leadbitter (* 1986), Fußballspieler
- Adam Hunt (* 1993), Dartspieler